# Acacia monticola
Acacia monticola é uma espécie de leguminosa do gênero Acacia, pertencente à família Fabaceae.